# رودي إم. بروستر
رودي إم. بروستر (بالإنجليزية: Rudi M. Brewster)‏ هو قاضي وطيار ومحامي أمريكي، ولد في 8 مايو 1932 في سو فولز في الولايات المتحدة، وتوفي في 7 سبتمبر 2012 في لاهويا في الولايات المتحدة.